# エルヴィス・サリッチ
エルヴィス・サリッチ(1990年7月21日-)はボスニア・ヘルツェゴビナのサッカー選手。ポジションはMF。
Kリーグ時代の登録名はサリッチ（ハングル: 사리치）。

## 経歴
2018年7月、水原三星ブルーウィングスと3年契約を結んだ。9月28日、蔚山現代FC戦で初得点を挙げた。
2019年7月、アル・アハリ・ジッダに移籍した。
2021年、HNKゴリツァに1年契約で移籍した。
2022年1月、水原三星ブルーウィングスに1年契約で復帰した。

## 代表経歴
2018年1月28日、アメリカ代表との親善試合にてボスニア・ヘルツェゴビナ代表デビューを果たした。